# 70 Mile House
70 Mile House est une communauté canadienne de la Colombie-Britannique dans le district régional de Cariboo.